# Henckelia leiophylla
Henckelia leiophylla är en tvåhjärtbladig växtart som först beskrevs av R. Kiew, och fick sitt nu gällande namn av A. Weber. Henckelia leiophylla ingår i släktet Henckelia och familjen Gesneriaceae. Inga underarter finns listade i Catalogue of Life.